# Lori Chavez-DeRemer
Lori Michelle Chavez-DeRemer (nacida Lori Michelle Chávez; Santa Clara, California; 7 de abril de 1968) es una política estadounidense de ascendencia mexicana. Es la secretaria de Trabajo de los Estados Unidos desde el 11 de marzo de 2024 bajo la segunda presidencia de Donald Trump.
En noviembre de 2024, fue nominada por el presidente electo, Donald Trump, al cargo de Secretaria de Trabajo. Es, junto a Hilda Solís, la primera congresista mexicoestadounidense en ser nominada al cargo. Fue confirmada por el Senado el 10 de marzo de 2025, con una votación de 67 a 32, y asumió el cargo al día siguiente.

## Vida personal
Chavez-DeRemer es católica.
Está casada con Shawn DeRemer, un anestesiólogo. Tienen dos hijos y viven en Happy Valley.
Es sobrina bisnieta del actor Stuart Erwin.